# Huracán F.C.
Huracán F.C., često nazivan jednostavno Huracán, urugvajski je nogometni klub sa sjedištem u Montevideu. Osnovan je 1. kolovoza 1954. Trenutačno se natječe u Drugoj urugvajskoj nogometnoj ligi. Klub svoje domaće utakmice igra na Stadionu "Parque Pedro Ángel Bossio" s kapacitetom od 2.000 sjedećih mjesta.

## Povijest
Huracán Football Club je osnovan 1. kolovoza 1954. godine spajanjem dvaju klubova sastavljenih uglavnom od mladih studenata: "Club Atlético Charrúa" i "La Esquinita Football Club". Ime nove momčadi je bilo inspirirano imenom bivšeg kluba "Huracán". Klub je od 1962. član Urugvajskog nogometnog saveza. 
Najbolju sezonu su odigrali 1991. godine, kada su se borili za ulazak u Prvu urugvajsku nogometnu ligu. Međutim, u posljednjoj utakmici, kod kuće, su izgubili 4:0 od Liverpoola. Njihovi protivnici River Plate su pobijedili Orientala te tako ušli u Prvu ligu.
Od svibnja do kolovoza 2011. godine Huracán se spojio s klubom Atlético Torque pod nazivom Huracán Torque. Kasnije su se opet ovi klubovi razdvojili te Huracán više nije igrao službene utakmice.

## Naslovi
- Druga urugvajska nogometna liga (3): 1983., 1990., 2009./10.
- Primera "D"[2] (1): 1978.

## Vanjske poveznice
- Službene stranice - Huracán Fútbol Club (Montevideo)